# Фостер, Уолтер Эдвард
Уолтер Эдвард Фостер (англ. Walter Edward Foster; 9 апреля 1873, Сен-Мартен, Нью-Брансуик, Канада — 14 ноября 1947, Сент-Джон, Нью-Брансуик, Канада) — канадский бизнесмен и государственный деятель, председатель Сената Канады (1936—1940).

## Биография
Начал трудовую деятельность в качестве клерка в Банке Нью-Брансуик в Сент-Джоне. Затем перешёл в торговую фирму Vassie, после женитьбы на дочери главы компании стал вице-президентом и управляющим директором фирмы. Являлся президентом Совета торговли Сент-Джона (1908—1909).
В 1916 г. становится провинциальным лидером Либеральной партии, победившей на выборах 1917 г. В 1917—1923 гг. — премьер-министр провинции Нью-Брансуик. Его правительство учредило первый Департамент здравоохранения (1918), предоставило женщинам право голоса (1919) и сформировало региональную энергетическую комиссию (1920).
В 1923 г. не некоторое время принял решение об уходе из политики, чтобы сосредоточиться на решении проблем собственного бизнеса. В 1925 г. вернулся в политическую жизнь, но уже на общенациональном уровне. В сентябре-ноябре 1925 г. занимал пост государственного секретаря (Secretary of State) Канады.
В 1928 г. премьер-министром Уильямом Макензи бал назначен в канадский Сенат, членом которого был до конца жизни. В 1936—1940 гг. — председатель Сената Канады.
Похоронен на кладбище Cedar Hill Cemetery.